# Список римских легионов
Данная статья содержит список римских легионов со времени конца республики вплоть до распада империи.

## Легионы ранней империи

### Описание армии
Легионы ранней империи представляли собой воинские подразделения, сформированные по принципам, заложенным Гаем Марием. Каждый легион насчитывал порядка 5000 строевых пехотинцев, разбитых на когорты, когорту кавалерии (около 300 кавалеристов), и около 1500 нестроевых пехотинцев (обозников, обслугу). Также легионы были вооружены осадными и метательными орудиями. Строевыми солдатами служили свободные люди (но обязательно граждане, наделённые латинским или римским гражданством), в качестве же нестроевых солдат могли служить как свободные, так и рабы. Также рабов дозволялось иметь солдатам и офицерам.
В качестве штандартов использовались резные золочёные фигуры орлов, сидящих на высоких древках, а также изображения орлов, номера или эмблемы легионов на особых флагах, укреплённых на крестообразном древке и украшенных значками с эмблемами легиона. Потеря штандартов считалась несмываемым позором.
Эти легионы состояли из хорошо обученных солдат, срок службы которых составлял 25 лет. Легионы располагались в постоянных лагерях, расположенных в императорских провинциях Римской империи, где несли службу, выполняя караульные и полицейские, а также часто строительные, функции. При необходимости легионы могли быть быстро передислоцированы в любую точку как провинции, так и империи, а также войти в состав армии, формируемой главнокомандующим для той или иной кампании.
В отличие от республиканской традиции, при принципате легионы никогда не размещали в самой Италии. Единственное воинское формирование, находившееся постоянно в пределах Италии, — это преторианская гвардия императора.
На практике легионы чаще всего размещали ближе к границам империи, чтобы оберегать провинции от вторжения извне. Главнокомандующим над всеми легионами был император, имевший неограниченный империй. Он же ведал назначением легатов легионов и командующих армиями, которым давался ограниченный империй (на легион или на армию соответственно). Ограниченный империй мог быть ограничен не только численностью войска, но и географическими пределами (например, на ту или иную провинцию).

### Список легионов
| Латинское название          | Русское название                | Другое наименование                                                             | Год формирования | Год расформирования | Основатель                 | Эмблема                    |
| --------------------------- | ------------------------------- | ------------------------------------------------------------------------------- | ---------------- | ------------------- | -------------------------- | -------------------------- |
| Legio I Germanica           | I Германский легион             |                                                                                 | 48 до н. э.      | 70                  | Юлий Цезарь                | Бык                        |
| Legio I Adiutrix            | I Вспомогательный легион        |                                                                                 | 68               | 444                 | Гальба                     | Козерог                    |
| Legio I Italica             | I Италийский легион             |                                                                                 | 66               | 476                 | Нерон                      | Кабан                      |
| Legio I Macriana liberatrix | I легион Освободитель Макра     |                                                                                 | 68               | 69                  | Луций Клодий Макр          | неизвестна                 |
| Legio I Minervia            | I легион Минервы                |                                                                                 | 82               | 353                 | Домициан                   | Минерва                    |
| Legio I Parthica            | I Парфянский легион             |                                                                                 | 197              | начало V века       | Септимий Север             | Кентавр                    |
| Legio II Adiutrix           | II Вспомогательный легион       |                                                                                 | 70               | начало IV века      | Веспасиан                  | Орёл                       |
| Legio II Augusta            | II Августов легион              | Legio II Gallica (II Галльский легион)                                          | 43 до н. э.      | 395                 | Октавиан Август            | Козерог                    |
| Legio II Italica            | II Италийский легион            |                                                                                 | 165              | V век               | Марк Аврелий               | Капитолийская волчица      |
| Legio II Parthica           | II Парфянский легион            |                                                                                 | 197              | 476                 | Септимий Север             | Кентавр, бык               |
| Legio II Traiana fortis     | II Неустрашимый Траянов легион  | Legio II Germanica (II Германский легион)                                       | 105              | начало V века       | Траян                      | Геркулес                   |
| Legio III Cyrenaica         | III Киренаикский легион         |                                                                                 | 36 год до н. э.  | начало V века       | Марк Эмилий Лепид          | неизвестна                 |
| Legio III Augusta           | III Августов легион             |                                                                                 | 43 до н. э.      | начало V века       | Октавиан Август            | Единорог                   |
| Legio III Gallica           | III Галльский легион            |                                                                                 | 49 до н. э.      | 323                 | Юлий Цезарь                | Бык                        |
| Legio III Italica           | III Италийский легион           |                                                                                 | 165              | начало V века       | Марк Аврелий               | Аист                       |
| Legio III Parthica          | III Парфянский легион           |                                                                                 | 197              | начало V века       | Септимий Север             | Бык                        |
| Legio IV Macedonica         | IV Македонский легион           |                                                                                 | 48 до н. э.      | 70                  | Юлий Цезарь                | Бык                        |
| Legio IV Flavia Felix       | IV Счастливый Флавиев легион    |                                                                                 | 70               | начало IV века      | Веспасиан                  | Лев                        |
| Legio IV Scythica           | IV Скифский легион              | Legio IV Parthica (IV Парфянский легион)                                        | 42 до н. э.      | начало IV века      | Марк Антоний               | Единорог                   |
| Legio V Alaudae             | V легион Жаворонков             | Legio IV Gallica (IV Галльский легион)                                          | 52 до н. э.      | 70                  | Юлий Цезарь                | Слон                       |
| Legio V Macedonica          | V Македонский легион            | Legio V Urbana (Городской) Legio V Scythica (Скифский)                          | 43 до н. э.      | не раньше VI века   | Октавиан Август, Цетрониан | Бык                        |
| Legio VI Ferrata            | VI Железный легион              |                                                                                 | 52 до н. э.      | 260                 | Юлий Цезарь                | Бык, Капитолийская волчица |
| Legio VI Victrix            | VI Победоносный легион          | Legio VI Macedonica (Македонский) Legio VI Hispaniensis (Испанский)             | 41 до н. э.      | Начало V века       | Октавиан Август            | Бык                        |
| Legio VII Claudia           | VII Клавдиев легион             | Legio VII Paterna (Старейший)                                                   | 58 до н. э.      | конец IV века       | Юлий Цезарь                | Бык                        |
| Legio VII Gemina            | VII Парный легион               |                                                                                 | 68               | 409                 | Гальба                     | неизвестна                 |
| Legio VIII Augusta          | VIII Августов легион            | Legio VIII Gallica (Галльский) Legio VIII Mutinensis (Моденский)                | 59 до н. э.      | начало V века       | Юлий Цезарь                | Бык                        |
| Legio IX Hispana            | IX Испанский легион             | Legio IX Triumphalis (Триумфальный) Legio IX Macedonica (Македонский)           | 58 до н. э.      | после 121 г. н. э.  | Юлий Цезарь                | Бык                        |
| Legio X Fretensis           | X Охраняющий пролив легион      |                                                                                 | 41 до н. э.      | начало V века       | Октавиан Август            | Кабан                      |
| Legio X Gemina              | X Парный легион                 | Legio X Equestris (Конный)                                                      | 58 до н. э.      | начало V века       | Юлий Цезарь                | Бык                        |
| Legio XI Claudia            | XI Клавдиев легион              | Legio XI Claudia Pia Fidelis (Верный и Преданный)                               | 58 до н. э.      | начало V века       | Юлий Цезарь                | Бык                        |
| Legio XII Fulminata         | XII Молниеносный легион         | Legio XII Victrix (Победоносный) Legio XII Antiqua (Старый)                     | 58 до н. э.      | начало V века       | Юлий Цезарь                | Бык                        |
| Legio XIII Gemina           | XIII Парный легион              |                                                                                 | 58 до н. э.      | начало V века       | Юлий Цезарь                | Лев                        |
| Legio XIV Gemina            | XIV Парный легион               | Legio XIV Gemina Martia Victrix (XIV Парный легион Флавиев победоносного Марса) | 57 до н. э.      | 430                 | Юлий Цезарь                | Единорог                   |
| Legio XV Apollinaris        | XV Аполлонов легион             |                                                                                 | 41 до н. э.      | начало V века       | Октавиан Август            | Аполлон                    |
| Legio XV Primigenia         | XV Первородный легион           |                                                                                 | 39               | 70                  | Калигула                   | Фортуна                    |
| Legio XVI Gallica           | XVI Галльский легион            |                                                                                 | 41 до н. э.      | 70                  | Октавиан Август            | Лев                        |
| Legio XVI Flavia Firma      | XVI Стойкий Флавиев легион      |                                                                                 | 70               | Середина IV века    | Веспасиан                  | Лев                        |
| Legio XVII                  | XVII легион                     |                                                                                 | 41 до н. э.      | 9                   | Октавиан Август            | неизвестна                 |
| Legio XVIII                 | XVIII легион                    |                                                                                 | 41 до н. э.      | 9                   | Октавиан Август            | неизвестна                 |
| Legio XIX                   | XIX легион                      |                                                                                 | 41 до н. э.      | 9                   | Октавиан Август            | неизвестна                 |
| Legio XX Valeria Victrix    | XX Победоносный Валериев легион |                                                                                 | 31 до н. э.      | 296                 | Октавиан Август            | Кабан                      |
| Legio XXI Rapax             | XXI Стремительный легион        |                                                                                 | 31 до н. э.      | 92                  | Октавиан Август            | Единорог                   |
| Legio XXII Deiotariana      | XXII Дейотаров легион           |                                                                                 | 47 до н. э.      | не позже 136 года   | Дейотар                    | неизвестна                 |
| Legio XXII Primigenia       | XXII Первородный легион         |                                                                                 | 39               | начало IV века      | Калигула                   | Геркулес                   |
| Legio XXX Ulpia Victrix     | XXX Победоносный Ульпиев легион |                                                                                 | 105              | 407                 | Траян                      | Единорог                   |

До времён империи легионы формировались из имущих слоёв населения по приказу Сената на одну или несколько кампаний. После завершения кампаний они расформировывались. Пополнение имеющихся легионов, после существенных потерь, практиковалось редко. Проще было распустить его и сформировать новый. Таким образом, легионы не представляли собой постоянных боевых единиц. Легионеры же после расформирования могли быть призваны в другой легион, если таковой в это время создавался. После реформ Гая Мария легионы стали более долговечными боевыми единицами, а армия в целом профессиональной, поскольку вербовалась теперь из малоимущих слоёв населения, служила за деньги и не распускалась в мирное время. При нём же легионы получили первых орлов. В результате этих реформ формирование легионов стало иногда проводиться вопреки воле Сената. Отказ полководца от роспуска своих легионов и вовсе стал распространённым явлением. Легионы стали опорой власти не Сената, а своих полководцев. Начиная с восстания Суллы, Рим на полвека погрузился в Гражданские войны. Во времена первого триумвирата среди полководцев широко распространилась практика присваивать своим легионам номера. Некоторые легионы также получали особые названия, но эта практика окончательно устоялась уже после смерти Октавиана Августа. К тому же названия часто менялись. Для упрочения своей власти каждый полководец стремился распустить легионы противника и сформировать из них свои собственные или переманить их на свою сторону в полном составе. После распада первого триумвирата Цезарю удалось победить своих противников, и его легионы стали основой будущей армии принципата.
После убийства Цезаря многие его легионы были воссозданы Антонием, Октавианом и Лепидом, позднее образовавшими второй триумвират. Некоторые из легионов Цезаря, сформированные им из побеждённых войск Помпея, поддержали республиканских лидеров Брута и Кассия. После победы триумвирата и его распада большинство легионов поддержали Антония, его основному противнику Октавиану пришлось создавать новые. Часть легионов Цезаря ему удалось переманить у Антония. Сам Антоний к концу войны также набрал множество легионов, но не из римских граждан, а из эллинов и населения восточных провинций, а также один легион был создан из остатков армии Дейотара. Свои легионы были у Лепида, Секста Помпея, Брута и Кассия. Разгромив силы своих противников, Октавиан сохранил свои собственные легионы и многие легионы Цезаря, которые в итоге переметнулись к нему. Также сохранились по одному из легионов, созданных Лепидом (III Киренаикский) и Антонием (IV Скифский). Поскольку и у Октавиана и у Цезаря были легионы с такими номерами, часть номеров повторялась. Прочие легионы были расформированы, однако легионеры, составлявшие их, были включены в другие воинские формирования. Большая часть граждан Рима, служивших в расформированных частях, восполнила некомплект бывших легионов Цезаря, прежде всего X, XIII и XIV. Это выглядело как объединение некомплектных легионов, из-за чего эти легионы стали называться Парными (Gemina). Из остальных воинов образованы новые легионы (XX и XXI). Лица, не являвшиеся римскими гражданами, пополнили подразделения ауксилий. Также был сохранён Дейотаров легион, получивший номер XXII.
К концу 31 года до нашей эры (начало принципата) в Риме осталось 28 легионов: с I по XXII и несколько повторяющихся цифр. Так, было 3 третьих легиона и по 2 четвёртых, пятых, шестых и десятых. В последующие почти 200 лет общее число легионов колебалось от 25 до 31, неизменно возвращаясь к 28.

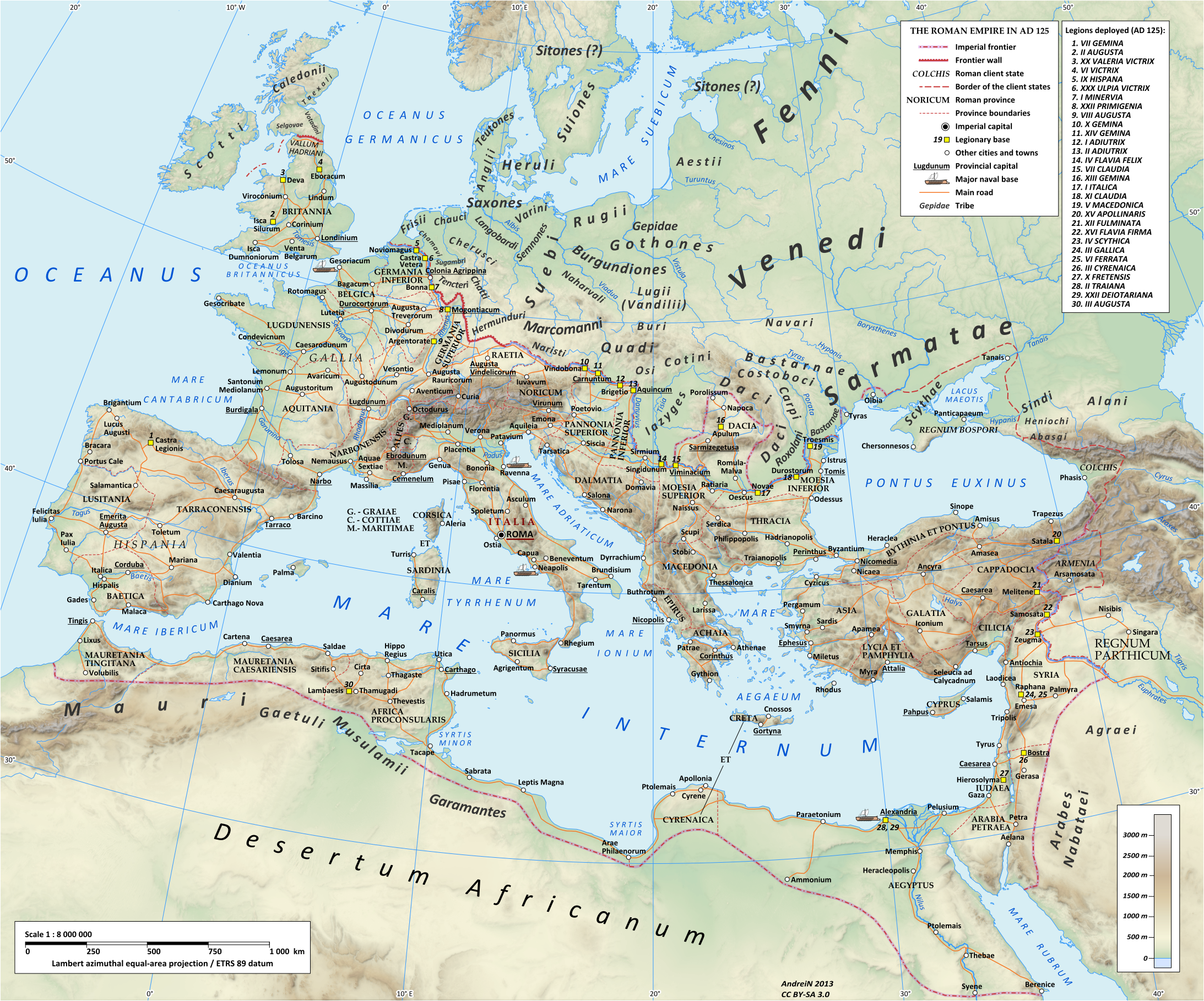
Карта Римской империи с указанием мест дислокации легионов по положению на 125 год

В 9 году нашей эры XVII, XVIII и XIX легионы были уничтожены во время битвы в Тевтобургском Лесу. На момент смерти Августа легионов осталось 25. В правление Калигулы (или Клавдия) было создано ещё 2 легиона — XV Первородный и XXII Первородный. Их номера, вероятно, указывают на создание их путём расщепления соответствующих легионов. Ещё один легион был создан Нероном — I Италийский, и их снова становится 28.
После смерти Нерона разразилась новая гражданская война. В ходе её 2 легиона было сформировано Гальбой (VII, позднее ставший «Парным» и I Вспомогательный) и 1 легион — Макром. После убийства последнего его легион был расформирован. Однако число легионов недолго составляло 30. В ходе восстания Цивилиса были уничтожены по крайней мере 2 легиона (XV Первородный и V Жаворонков), и ещё 3 запятнали себя позорной сдачей варварам. К тому же, большинство из них в ходе войны поддерживали противника нового императора Веспасиана — Вителлия. Один из них был присоединён Веспасианом к одному из легионов Гальбы, а два других были переформированы в два новых легиона. Ещё один легион (II Вспомогательный) был создан тогда же из моряков, по образцу легиона Гальбы. Легионов снова стало 28.
В правление Домициана был создан один легион, и один был уничтожен даками.
Для второй своей войны с даками император Траян вновь довёл общее число легионов до 30. Однако уже в правление следующего императора (Адриана) два легиона было потеряно: XXII Дейотаров был уничтожен в ходе очередного Иудейского восстания, IX Испанский — разгромлен пиктами.
Во второй половине II века внешнеполитическая обстановка серьёзно осложнилась. С этого момента число легионов начинает возрастать необратимо. Это со временем, вероятно, компенсировалось постепенным сокращением вспомогательных войск в составе римской армии. Так, при Марке Аврелии было набрано 2 легиона для участия в Маркоманской войне (II и III Италийские). При Септимии Севере набрано ещё 3 (I, II и III Парфянские) для участия в Парфянской войне. Один из этих легионов (II Парфянский) был впервые за всю историю принципата размещён на территории Италии. С пресечением в 235 году династии Северов разразился крупный кризис, закончившийся перерождением империи из принципата в доминат.

### Распределение легионов по императорским провинциям
Ниже в таблице в алфавитном порядке приведены приграничные территории с легионами, их охранявшими. Таблица охватывает период от смерти Августа до конца принципата, то есть до начала военных реформ Диоклетиана. Ключевыми вехами для отсчёта выбраны:
- 14 год (смерть Августа),
- 67 год (окончание правления Юлиев-Клавдиев),
- 96 год (окончание правления Флавиев),

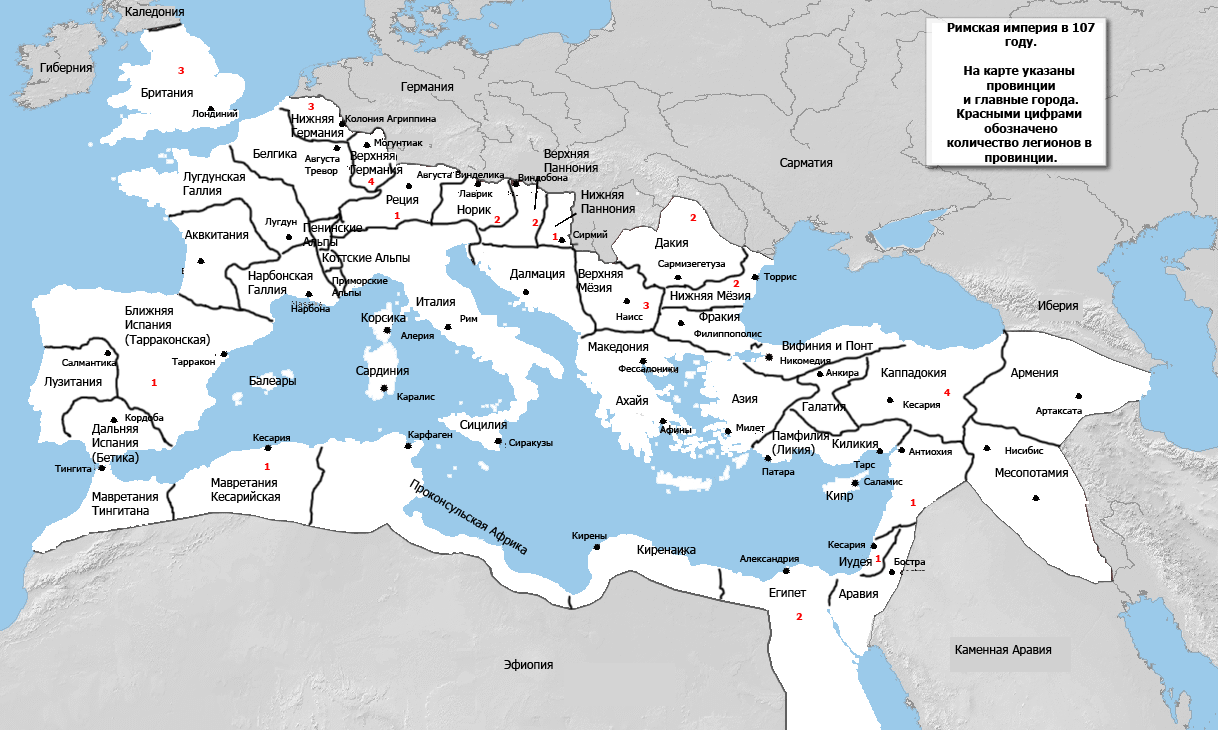
Карта Римской империи с указанием количества легионов в провинциях (красные цифры) по положению на 107 год

- 117 год (смерть Траяна),
- 212 год (смерть Септимия Севера),
- 284 год (начало военной реформы).

| Провинция            | 14 год                      | 67 год                      | 96 год                      | 117 год | 212 год | 284 год |
| -------------------- | --------------------------- | --------------------------- | --------------------------- | ------- | ------- | ------- |
| Граница по Рейну     | 8                           | 6                           | 7                           | 5       | 4       | 4       |
| Нижняя Германия      | 4                           | 4                           | 3                           | 3       | 2       | 2       |
| Верхняя Германия     | 4                           | 2                           | 4                           | 2       | 2       | 2       |
| Граница по Дунаю     | 7                           | 6                           | 8                           | 10      | 12      | 11      |
| Реция                |                             | 1                           |                             |         | 1       | 1       |
| Норик                | 1                           |                             | 1                           | 1       | 2       | 2       |
| Паннония             | 2                           | 1                           | 2                           | 3       | 3       | 2       |
| Верхняя Мёзия        | 1                           | 1                           | 3                           | 2       | 2       | 2       |
| Нижняя Мёзия         | 1                           | 2                           | 2                           | 3       | 2       | 4       |
| Далмация             | 2                           | 1                           |                             |         |         |         |
| Дакия                |                             |                             |                             | 1       | 2       |         |
| Восточная граница    | 4                           | 6                           | 6                           | 8       | 10      | 9       |
| Каппадокия           | Не входила в состав империи | 1                           | 4                           | 2       | 4       | 4       |
| Сирия                | 4                           | 4                           | 1                           | 4       | 3       | 3       |
| Иудея                |                             | 1                           | 1                           | 1       | 2       | 1       |
| Каменистая Аравия    | Не входила в состав империи | Не входила в состав империи | Не входила в состав империи | 1       | 1       | 1       |
| Граница в Африке     | 3                           | 3                           | 3                           | 3       | 2       | 2       |
| Римский Египет       | 2                           | 2                           | 2                           | 2       | 1       | 1       |
| Африка               | 1                           |                             |                             |         |         |         |
| Мавретания           | Не входила в состав империи | 1                           | 1                           | 1       | 1       | 1       |
| Другие провинции     | 3                           | 7                           | 4                           | 4       | 5       | 5       |
| Британия             | Не входила в состав империи | 4                           | 3                           | 3       | 3       | 3       |
| Тарраконская Испания | 3                           | 2                           | 1                           | 1       | 1       | 1       |
| Галлия               |                             | 1                           |                             |         |         |         |
| Италия               |                             |                             |                             |         | 1       | 1       |
| Всего                | 25                          | 28                          | 28                          | 30      | 33      | 31      |

## Легионы поздней империи

### Описание армии
После реформ Диоклетиана и Константина легионы были разделены на два типа — регулярные войска и лимитаны.
Основу армии составили регулярные войска, базирующиеся глубоко в тылу империи и имеющие возможность быстрого марша в любой её конец. Они состояли из хорошо обученных солдат и очень напоминали легионы ранней империи, однако имели более современное вооружение, осадные и метательные машины. В составе легиона стало меньше пехоты и больше кавалерии.
Эти легионы в свою очередь делились на четыре типа:
- Схолы (лат. Scholae) — персональная гвардия императора, созданная на основе преторианской гвардии, распущенной Константином I.
- Палатины (лат. Palatinae) — элитные подразделения, своего рода гвардейские части, находящиеся под прямым командованием императора. Прообраз будущих паладинов. Название происходит от лат. palatium — дворец.
- Комитаты (лат. Comitatensis) — регулярные войска. Основа армии, которую, по большей части, составляли легионы, созданные в период ранней империи.
- Псевдокомитаты (лат. Pseudocomitatensis) — лимитаны, временно (на время кампании или похода), приписанные к действующей армии и выполняющие задачи наравне с регулярными войсками, а также вспомогательные задачи.

Вторая большая часть римской армии — лимитаны (лат. Limitanei) — легионы, обслуживающие приграничные сооружения — лимесы (лат. limes), занятые на их постройках и стоящие в них лагерем. Основной задачей таких легионов была охрана границ империи от внешних посягательств и удержание врага до подхода основных сил из тыла. Они были легче вооружены и хуже обучены, чем регулярная армия, часто использовались для проведения строительных работ, карательных и полицейских операций в районе дислокации. Основой этих легионов была пехота. Они практически не имели в своём составе кавалерии и осадных машин.
Отдельной разновидностью пограничных частей являлись легионы береговой обороны (legiones riparienses), сформированные заново или переформированные из старых частей императором Диоклетианом (284—305). По количеству военнослужащих (5500 чел.) они почти не уступали прежним имперским легионам. Основные силы береговых частей дислоцировались на Дунайской границе, в провинциях Moesia II и Scythia. Подразделения и штаб I Италийского легиона находились в Novae и Sexaginta Prista, II Геркулиева легиона (после 284) — в Troesmis и Axiupoli. Исследователи полагают, что обе части имели особую организационную структуру: их специализацией была береговая оборона. Каждым легионом командовал praefectus legionis, а во главе подразделений, занимавших выделенные им участки границы, стояли префекты побережья (praefectus ripae). Префекту легиона подчинялись 10 пехотных когорт. Когорты взаимодействовали с четырнадцатью вспомогательными отрядами всадников (cunei equitum), разбросанными от Sucidava до Appiaria, а также с флотилией лёгких речных кораблей (musculorum Scythiorum et classis), база которой находилась в Платейпегиях. Фактически легионы береговой обороны (legiones riparienses) являлись оперативными соединениями разнородных сил, предназначенных для выполнения комплексных боевых задач в прибрежной зоне.

### Список легионов
Ниже перечислены легионы, сформированные позже 250 года и упоминаемые в письменных источниках поздней империи. Скорее всего, легионов было больше. Основным документом, являющимся источником знаний об этих легионах является Notitia Dignitatum («Роспись чинов»), относящаяся к рубежу IV и V столетий. В таблице также указан тип легиона. Практически все легионы ранней империи, продолжавшие к этому времени своё существование, перешли в разряд комитатов. Небольшая часть — в разряд псевдокомитатов, хотя и выполняла функции лимитанов.
| Наименование (оригинал)               | Наименование (русское)              | Тип                            | Год формирования | Год расформирования                        | Основатель                 |
| ------------------------------------- | ----------------------------------- | ------------------------------ | ---------------- | ------------------------------------------ | -------------------------- |
| Легион I                              |                                     |                                |                  |                                            |                            |
| Legio I Armeniaca                     | I Армянский легион                  | Псевдокомитат                  | конец III века   | неизвестен                                 | неизвестен                 |
| Legio I Flavia Constantia             | I Надёжный Флавиев легион           | Комитат                        | середина IV века | неизвестен                                 | предп. Констанций II       |
| Legio I Flavia Gallicana Constantia   | I Надёжный Флавиев Галльский легион | Псевдокомитат                  | начало IV века   | неизвестен                                 | Констанций II              |
| Legio I Flavia Martis                 | I Флавиев Марсов легион             | Псевдокомитат                  | начало IV века   | неизвестен                                 | Констанций II              |
| Legio I Flavia Pacis                  | I Флавиев Миротворец легион         | Комитат                        | середина IV века | неизвестен                                 | предп. Констанций II       |
| Legio I Illyricorum                   | I Иллирийский легион                | Лимитан                        | 273              | середина IV века                           | Аврелиан                   |
| Legio I Iovia                         | I Юпитеров легион                   | Лимитан                        | конец III века   |                                            | Диоклетиан                 |
| Legio I Isaura Sagittaria             | I Исаврийский Стрелковый легион     | Псевдокомитат                  | конец III века   | неизвестен                                 | предп. Проб                |
| Legio I Iulia Alpina                  | I Юлиев Альпийский легион           | Псевдокомитат                  | середина IV века | неизвестен                                 | предп. Констант            |
| Legio I Martia                        | I Марсов легион                     | Псевдокомитат                  | конец III века   | неизвестен                                 | Диоклетиан                 |
| Legio I Maximiana                     | I Максимианов легион                | Комитат                        | 297              | конец IV века                              | Диоклетиан                 |
| Legio I Noricorum                     | I Норикский легион                  | Лимитан                        | 297              |                                            | Диоклетиан                 |
| Legio I Pontica                       | I Понтийский легион                 | Лимитан                        | 296              |                                            | Диоклетиан                 |
| Легион II                             |                                     |                                |                  |                                            |                            |
| Legio II Armeniaca                    | II Армянский легион                 | Псевдокомитат                  | конец III века   | неизвестен                                 | неизвестен                 |
| Legio II Britannica                   | II Британский легион                | Комитат                        | предп. 286—297   |                                            | предп. Караузий или Аллект |
| Legio II Flavia Constantia            | II Надёжный Флавиев легион          | Комитат                        | 297              |                                            | Диоклетиан                 |
| Legio II Flavia Constantia Thebaeorum | II Надёжный Флавиев Фивский легион  | Комитат                        | конец IV века    |                                            | Феодосий I Великий         |
| Legio II Flavia Virtutis              | II Флавиев Храбрый легион           | Комитат                        | середина IV века |                                            | Констанций II              |
| Legio II Isaura                       | II Исаврийский легион               | Лимитан                        | конец III века   |                                            | предп. Проб                |
| Legio II Iulia Alpina                 | II Юлиев Альпийский легион          | Псевдокомитат                  | середина IV века | неизвестен                                 | предп. Констант            |
| Legio II Herculia                     | II Геркулесов легион                | Лимитан                        | конец III века   |                                            | Диоклетиан                 |
| Легион III                            |                                     |                                |                  |                                            |                            |
| Legio III Diocletiana                 | III Диоклетианов легион             | Комитат                        | 296              | начало V века                              | Диоклетиан                 |
| Legio III Flavia Salutis              | III Флавиев Спаситель легион        | Комитат                        | середина IV века |                                            | Констанций II              |
| Legio III Herculia                    | III Геркулесов легион               | Псевдокомитат                  | конец III века   |                                            | Диоклетиан                 |
| Legio III Isaura                      | III Исаврийский легион              | Лимитан                        | конец III века   |                                            | предп. Проб                |
| Legio III Iulia Alpina                | III Юлиев Альпийский легион         | Комитат                        | середина IV века | неизвестен                                 | предп. Констант            |
| Легион IV                             |                                     |                                |                  |                                            |                            |
| Legio IV Italica                      | IV Италийский легион                | Псевдокомитат                  | начало III века  | неизвестен                                 | Гордиан III                |
| Legio IV Martia                       | IV Марсов легион                    | Комитат                        | конец III века   |                                            | Аврелиан                   |
| Legio IV Parthica                     | IV Парфянский легион                | Лимитан                        | конец III века   | VI век (в подчинении императоров Византии) | Диоклетиан                 |
| Легион V                              |                                     |                                |                  |                                            |                            |
| Legio V Iovia                         | V Юпитеров легион                   | Лимитан                        | конец III века   |                                            | Диоклетиан                 |
| Legio V Parthica                      | V Парфянский легион                 | Лимитан                        | конец III века   | 359                                        | Диоклетиан                 |
| Легион VI                             |                                     |                                |                  |                                            |                            |
| Legio VI Gallicana                    | VI Галльский легион                 | предп. схола Галльской империи | 269              | 274                                        | Лелиан                     |
| Legio VI Herculia                     | VI Геркулесов легион                | Лимитан                        | конец III века   |                                            | Диоклетиан                 |
| Legio VI Hispana                      | VI Испанский легион                 | неизвестен                     | начало III века  | неизвестен                                 | неизвестен                 |
| Legio VI Parthica                     | VI Парфянский легион                | Псевдокомитат                  | конец III века   |                                            | Диоклетиан                 |
| Легион XII                            |                                     |                                |                  |                                            |                            |
| Legio XII Victrix                     | XII Победоносный легион             | предп. лимитан                 | конец III века   | начало IV века                             | Констанций Хлор            |